# Sisyrinchium pruinosum
Sisyrinchium pruinosum är en irisväxtart som beskrevs av Eugene Pintard Bicknell. Sisyrinchium pruinosum ingår i släktet gräsliljor, och familjen irisväxter. Inga underarter finns listade i Catalogue of Life.